# Július Filo
Július Filo (* 17. prosince 1950 Palúdzka) je slovenský evangelický kněz, pedagog a spisovatel, v letech 1994–2006 generální biskup Evangelické církve augsburského vyznání na Slovensku a mezi lety 1996 a 2003 viceprezident Světového luteránského svazu pro střední a východní Evropu.

## Život
Narodil se jako syn biskupa Východního distriktu Evangelické církve augsburského vyznání na Slovensku Júlia Fila. Absolvoval střední školu v Popradu a pak studium evangelické teologie na Evangelické bohoslovecké fakultě v Bratislavě a na Teologické sekci Univerzity v Lipsku. Ordinován byl 3. listopadu 1974.
Jeden rok byl sborovým kaplanem Liptovsko-oravského seniorátu v Ružomberku, potom pět let duchovním správcem teologického domova v Bratislavě. 1. září 1980 se stal farářem ve Svätém Juru. 26. ledna 1981 byl promován na doktora evangelické teologie.
Do roku 1984 zastával funkci místopředsedy Ekumenické rady mládeže Evropy, byl poradcem Rady Světového luteránského svazu (SLZ) a členem komise pro teologii a studie SLZ a studijního programu o službách Božích a kultuře. V letech 1980–1985 také působil ve Světovém luteránském svazu v Ženevě jako vedoucí programu pro mládež a studenty.
Je vedoucím Katedry praktické teologie na bohoslovecké fakultě, kde přednáší liturgiku, církevní právo, pastorální a praktickou exegezi. V roce 1994 byl děkanem fakulty.
V říjnu 1994 byl zvolen generálním biskupem ECAV na Slovensku, znovuzvolen byl v roce 2000.
V červenci 1997 na Valném shromáždění SLZ v Hongkongu byl zvolen za jednoho z pěti viceprezidentů celosvětové luteránské organizace na období sedmi let.
Prezident Slovenské republiky udělil prof. ThDr. Juliovi Filovi státní vyznamenání Pribinův kříž I. třídy za pozitivní formování vztahu státu a církve, dlouholeté aktivní šíření myšlenek tolerance, porozumění a dodržení lidských práv a za mimořádný přínos při rozvoji ekumenické spolupráce mezi církvemi.
Je ženatý, otec tří dětí. Ve svém volném čase se věnuje včelařství.